# Arisaema victoriae
Arisaema victoriae — многолетнее травянистое растение, вид рода Аризема (Arisaema) семейства Ароидные (Araceae).

## Ботаническое описание
Раздельнополые растения.
Корневище наклонное или горизонтальное, бледно-коричневое снаружи, фиолетовое на изломе, цилиндрическое, 3—6 см длиной, 2—3 см в диаметре.

### Листья
Катафиллов три или четыре, серовато-коричневые с пурпуровыми и чёрными пятнами, самый длинный до 15 см длиной.
Листьев два. Черешок зелёный, с пурпуровыми пятнами, до 30 см длиной, в основании формирующий ложный стебель 15—25 см длиной, гладкий. Листовая пластинка состоящая из трёх листочков; листочки более бледные, испещрённые заметными жилками снизу и ярко-зелёные сверху; центральный листочек эллиптический, 9,5—10 см длиной и 3,2—3,5 см шириной, на вершине с остью 8—11 мм длиной; боковые листочки немного меньше.

### Соцветия и цветки
Цветоножка вертикальная, выше листьев. Покрывало зелёное с белым центром, около 12 см длиной, в основании скрученное или с более-менее сомкнутыми краями, формирующими трубку. Трубка цилиндрическая, 6 см длиной и 2,7 см в диаметре, края устья немного ухообразные. Пластинка полуовально-ланцетовидная, около 8 см длиной и 4 см шириной, на вершине с остью и закрученная.
Початок однополый. Женская зона коническая, около 1,2 см длиной и 8 мм в диаметре; завязь зелёная; рыльце полусидячее, тёмно-пурпуровое, яйцевидное. Мужской початок полусидячий, около 16 см длиной; репродуктивная часть зелёная, полуцилиндрическая, постепенно уменьшающаяся кверху, около 4 см в диаметре, с редко расположенными цветками; мужские цветки на ножке, обычно с двумя тычинками; ножка 0,2—0,9 мм длиной; теки эллипсоидные, 0,4—0,7 мм длиной. Придаток высовывающийся из трубки покрывала, загнутый в виде лошадиного хвоста, зелёный, около 12 см длиной, со множеством нитевидных стерильных цветков; в основании цветки рассеянные, 3—4 мм длиной; на конце придатка цветки плотно расположенные.
Цветёт в июне.

## Распространение
Встречается в Китае (Юго-Восточный Юньнань и Гуанкси) и в Северо-Восточном Вьетнаме.
Растёт на известняковых склонах, на высоте 600—700 м над уровнем моря.